# Bartłomiej Żelski
Bartłomiej Żelski herbu Ogończyk (ur. ok. 1545, zm. ok. 1604) – podstoli dobrzyński, rotmistrz królewski.
Syn Sędziwoja, łowczego dobrzyńskiego i Zofii Radzikowskiej herbu Ogończyk urodził się ok. 1545 roku. 3 stycznia 1588 roku otrzymał nominację na podstolego dobrzyńskiego. W Uniwersale poborowym z 1589 roku król Zygmunt III Waza wyznaczył Żelskiego do wybierania poborów i czopowego w Ziemi Dobrzyńskiej.
Żonaty był z Katarzyną z Radzanowa Kossobudzką.